# Musa Gasimli
 (octobre 2022).
Musa Gasimli (en azéri : Musa Cəfər oğlu Qasımlı, né le 28 octobre 1957 dans la région de Yardimli, RSS d'Azerbaïdjan) est un historien et homme politique azéri.

## Études
Diplômé du lycée en 1974, il entre la même année à la faculté d'histoire de l'université d'État d'Azerbaïdjan et obtient son diplôme en 1979. Il  travaille dans la région de Yardimli et en 1982-1985, poursuit ses études au département de troisième cycle à temps plein du département d'histoire moderne et contemporaine de l'Europe et de l'Amérique, où il s'est spécialisé dans l'histoire des relations internationales.

## Activité scientifique
En 1986, il soutient sa thèse, et à 35 ans la thèse de doctorat. De 1986 à 1992, il travaille comme professeur, professeur agrégé au département d'histoire moderne et contemporaine des pays européens et américains et comme vice-doyen de la faculté d'histoire de l'université d'État de Bakou. De 1992 à 1997, il travaille au département des relations internationales du Milli Mejlis de la république d'Azerbaïdjan.
Par décision du Présidium de l'Académie nationale des sciences d'Azerbaïdjan (ANAS), en 2016, il est nommé directeur de l'Institut d'études caucasiennes. Il est membre correspondant de l'ANAS depuis 2017,

## Œuvres scientifiques
Son livre La lutte de l'Azerbaïdjan pour l'indépendance et les États étrangers (1920-1945) est publié en 2006 à Istanbul par la maison d'édition Kaknus.
Musa Gasimli est membre titulaire de l'Association pour Middle East Studies aux États-Unis (Université de l'Arizona), de la Society for Central Asian Studies (Harvard University), du Center for Central Asian et Caucasian Studies (Turquie) et d’autres.

## Parcours politique
Il est député des IV (2010 -2015), V, VI législatures du Milli Mejlis de la république d'Azerbaïdjan.

## Distinctions
Par décret du président de la république d'Azerbaïdjan, il reçoit l'ordre de Chohrat en octobre 2017.